# Sønstebynuten
Sønstebynuten är en bergstopp i Antarktis. Den ligger i Östantarktis. Norge gör anspråk på området. Toppen på Sønstebynuten är 819 meter över havet, eller 104 meter över den omgivande terrängen. Bredden vid basen är 1,6 km.
Terrängen runt Sønstebynuten är platt åt sydost, men åt nordväst är den kuperad. Trakten är obefolkad. Det finns inga samhällen i närheten.